# Italienische Invasion Ägyptens
1940: Italienische Invasion Ägyptens – Operation Compass
1941: Unternehmen Sonnenblume – Belagerung von Tobruk – Operation Battleaxe – Operation Crusader
1942: Unternehmen Theseus – Erste Schlacht von El Alamein – Schlacht von Alam Halfa – Zweite Schlacht von El Alamein – Operation Torch
1943: Tunesienfeldzug
Die Italienische Invasion Ägyptens war eine italienische Offensive gegen das von Großbritannien besetzte Ägypten zu Beginn des Zweiten Weltkriegs. Sie war zugleich der Beginn der kriegerischen Auseinandersetzungen in Nordafrika. Das anfängliche Ziel der Offensive war die Besetzung des Sueskanals, später dann nur noch die Eroberung Alexandrias. Die am 9. September 1940 begonnene Offensive endete am 16. September mit einem Vormarsch von lediglich etwa 100 Kilometern und der Einnahme von Sidi Barrani, ohne dass es zu größeren Kampfhandlungen zwischen beiden Seiten gekommen wäre.

## Hintergrund
Am Nachmittag des 10. Juni 1940 erklärte der italienische Außenminister Galeazzo Ciano dem britischen Botschafter in Rom, dass sich Italien ab Mitternacht als im Kriegszustand mit dem Vereinigten Königreich betrachten werde. Italien trat somit auf Seiten des Deutschen Reichs gegen Großbritannien und Frankreich in den Zweiten Weltkrieg ein. Trotz seiner vorangegangenen Ankündigung Italien in diesem Fall den Krieg zu erklären, zögerte das Königreich Ägypten den Schritt hinaus und brach am 13. Juni 1940 lediglich die diplomatischen Beziehungen ab. 

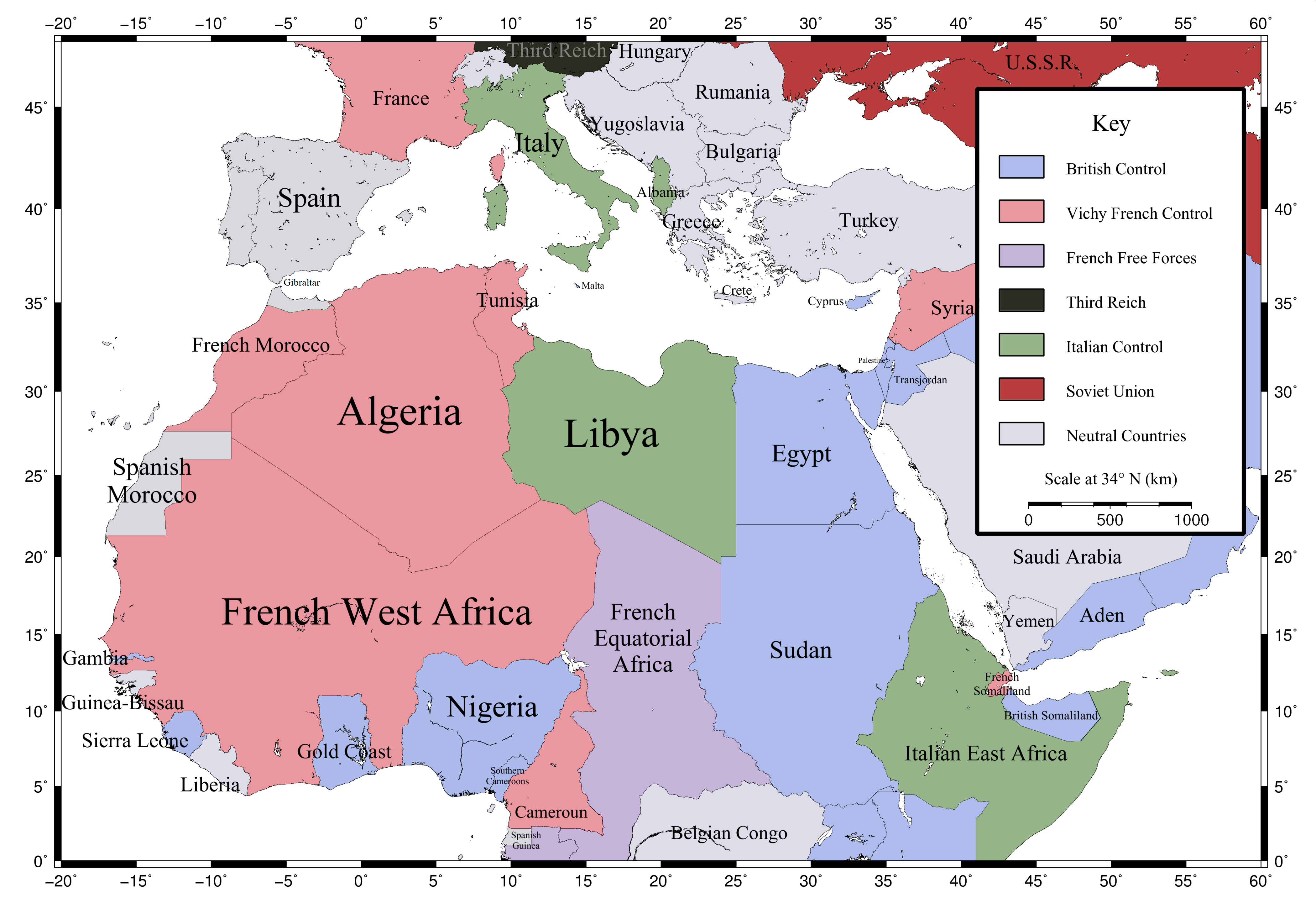
Politisch-geografische Ausgangslage vor Beginn der Operationen.

Den Krieg wolle es erst erklären, wenn ägyptisches Territorium verletzt werde oder es militärisch angegriffen werde. Da Ägypten allerdings keine weiteren Schritte gegen Italien unternahm (bspw. die Ausweisung des Botschafters oder die Internierung italienischer Bürger) kamen in Großbritannien zunehmend Zweifel an der Verlässlichkeit Ägyptens und seines Willens, sich an die Bestimmungen des Anglo-Ägyptischen Vertrags zu halten, auf. Kurze Zeit später besetzte es daher Ägypten und berief sich dabei auf die entsprechende Klausel des Vertrags, der einen solchen Schritt zur Abwendung einer Bedrohung des Sueskanals erlaubte. 
Zum Zeitpunkt der Kriegserklärung hatte Italien zwei Armeen in Italienisch-Libyen stationiert. Die größere von beiden, die neun Divisionen umfassende 5. Armee, war in Tripolitanien in Westlibyen stationiert und sollte die Grenze zum französischen Protektorat Tunesien sichern. Die kleinere 10. Armee war in der Kyrenaika stationiert und sicherte die Grenze zu Ägypten. Nach der Niederlage Frankreichs und nachdem Tunesien unter der Kontrolle des befreundeten Vichy-Frankreichs stand, wurde die 5. Armee auf vier Divisionen verkleinert und diese der 10. Armee zugeordnet, die nun zehn Divisionen mit etwa 170.000 Mann umfasste. Auch ein Großteil der Ausrüstung, insbesondere die motorisierten Transportkräfte, wurden für eine bevorstehende Invasion Ägyptens nach Osten verlegt.
Bereits am 17. Juni 1940 hatte Großbritannien als Reaktion auf die italienische Kriegserklärung die so genannte Western Desert Force unter dem Kommando von Richard O’Connor ins Leben gerufen. Sie umfasste zunächst alle im westlichen Ägypten stationierten Truppen, zusammen etwa 10.000 Mann. O’Connor verfolgte von Anfang an eine aggressive Strategie zur Sicherung der Grenze. Er ließ kleine gemischte Einsatzteams aus Panzern, Artillerie und Infanterie zusammenstellen, die das Grenzgebiet patrouillierten, bei Kontakt mit italienischen Kräften angriffen und regelmäßig kleinere Überfälle auf grenznahe italienische Stellungen durchführten. Am 14. Juni 1940 hatten Aufklärungseinheiten der britischen 7. Panzerdivision einen ersten Vorstoß nach Italienisch-Libyen hinein unternommen, welcher zur Einnahme des Grenzforts Fort Capuzzo und zur Gefangennahme von etwa 220 italienischen Soldaten führte.

## Vorbereitung der Offensive
Am 28. Juni 1940 kam der Gouverneur-General Italienisch-Libyens Italo Balbo beim Anflug seiner Maschine auf Tobruk durch eigenes Feuer ums Leben. Benito Mussolini ersetzte ihn durch Marschall Rodolfo Graziani, den er sogleich mit einer groß angelegten Offensive gegen Ägypten bis zum 8. August beauftragte, mit dem Ziel, den Sueskanal zu erobern. Graziani stand einem solchen Vorhaben allerdings äußerst kritisch gegenüber. Die 10. Armee sei nach seiner Einschätzung nicht ausreichend ausgestattet und versorgt, um eine Offensive über eine so lange Strecke erfolgreich durchführen zu können. Insbesondere die motorisierten Transportkapazitäten seien bei weitem nicht ausreichend, Artillerie, Panzerabwehrgeschütze und Panzer den britischen Modellen deutlich unterlegen. Das Für und Wider einer Offensive wurde in den folgenden Wochen in mehreren Unterredungen und Schriftwechseln zwischen Mussolini und Graziani immer wieder erörtert, zuletzt am 5. August 1940, als Graziani Mussolini darauf hinwies, dass mit den verfügbaren Kräften ein Vormarsch von rund 600 Kilometern durch die Libysche Wüste nicht durchführbar sei. Generalstabschef Pietro Badoglio sicherte Mussolini allerdings zu (und überstimmte damit Graziani), dass man in einem ersten Offensivschritt zumindest bis Sidi Barrani vorrücken könnte. Der 7. August 1940, der ursprünglich für den Beginn der Offensive geplante Termin, verstrich, ohne dass Graziani die 10. Armee in Marsch setzte.
Am 18. August schließlich traf ein Telegramm von Mussolini bei Graziani ein, in der dieser ihn zu einem sofortigen Angriff drängte. Die Operation Seelöwe, also die deutsche Landung in Großbritannien, stehe in den nächsten Wochen bevor, und ein italienischer Angriff in Nordafrika könne in diesem Zusammenhang von entscheidender Bedeutung sein. Konkrete Ziele für die Offensive wurden allerdings nicht genannt. Am 20. August sagte Graziani – entgegen der Auffassung seines eigenen Stabes – schließlich eine begrenzte Offensive gegen Sollum und Sidi Barrani zu.
Als Reaktion darauf erteilte Graziani Mario Berti, dem Kommandeur der 10. Armee den Befehl, am 27. August mit der Offensive zu beginnen. Graziani hatte immer noch die Hoffnung, dass zumindest ein Teil der benötigten Ausrüstung bis dahin in Libyen eintreffen würde – diese Hoffnung erfüllte sich jedoch nicht. Erst als Graziani am 8. September aus Rom mit der Abberufung gedroht wurde, willigte er ein, am kommenden Tag mit der Offensive zu beginnen.

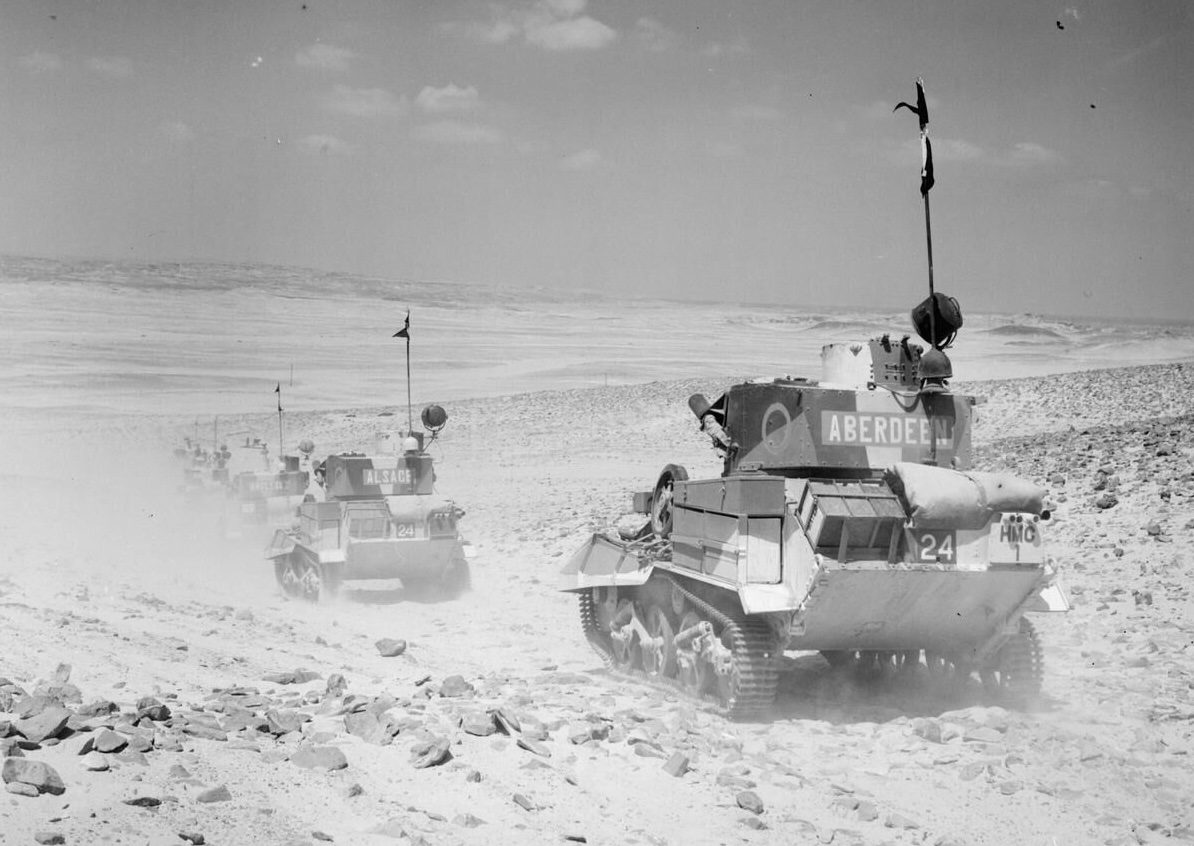
Britische Light Tank Mk VI auf Patrouille, August 1940

Die Alliierten ahnten die bevorstehende Offensive voraus und bereiteten sich entsprechend vor. Angesichts der zahlenmäßigen Überlegenheit der italienischen Truppen kam eine direkte Konfrontation an der Grenze nicht in Frage. Die alliierten Truppen waren allerdings mit wesentlich besseren Panzern ausgestattet, hatten einen viel höheren Grad der Motorisierung und kontrollierten zudem das Mittelmeer, wodurch eine stete Versorgung gesichert war. Vor diesem Hintergrund wurde der Plan gefasst, die italienische Armee zunächst durch einen langen Vormarschweg abzunutzen und dann an einer gut ausgebauten Verteidigungsstellung zu erwarten, wo sie durch motorisierte Flankenangriffe aus der Wüste verwundbar war. Es war sehr wahrscheinlich, dass die italienische 10. Armee aufgrund der schlechten Versorgungslage entlang der Via Balbia über Sollum und den Halfaya-Pass nach Ägypten vordringen würde. Dort war das Gelände durch den großen Steilhang und die Küste zu eng, um die Überlegenheit an motorisierten Kräften ausspielen zu können. Die Verteidigung musste also weiter im Osten erfolgen. Der wichtige Eisenbahnknoten Mersa Matruh erschien hierfür gut geeignet.

## Truppenstärke

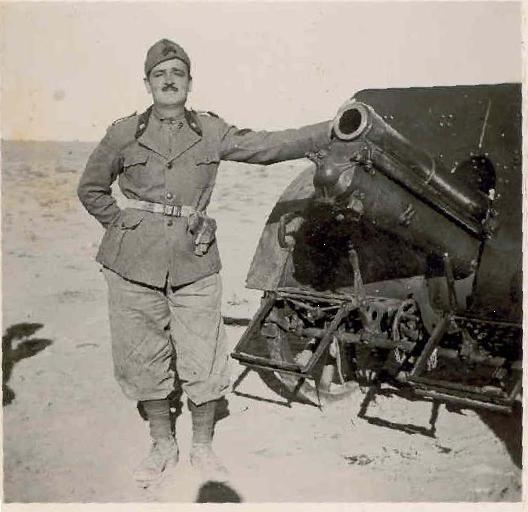
Ein italienischer Soldat posiert für ein Erinnerungsphoto neben einem Feldgeschütz, Nordafrika 1940.

Die für die Invasion Ägyptens vorgesehene und von Mario Berti geführte italienische 10. Armee verfügte im September 1940 über neun Divisionen und weitere Bataillone gegliedert in drei Korps (XXIII, XXI und XXII) sowie zwei als „Gruppen“ bezeichnete Verbände („Gruppe Libyscher Divisionen“ und „Gruppe Maletti“) mit insgesamt 150.000 Mann. Für den Transport waren dem XXIII. Korps etwa 1000 Kraftfahrzeuge, der Gruppe Libyscher Divisionen 650 sowie 450 Kraftfahrzeuge der Gruppe Maletti zugeteilt. Die gesamte Panzertruppe (bestehend aus leichten Modellen L3/33 und mittelschweren Modellen der Baureihen M) wurde in zwei große Panzerabteilungen sowie zwei Bataillone aufgeteilt und den einzelnen Korps beziehungsweise Gruppen angegliedert. Die mitgeführte Artillerie und Panzerabwehrgeschütze umfassten überwiegend kleinere Kaliber. Die italienische Luftwaffe unterstützte die Operation mit dem 5. Fliegerkorps, das mit weiteren Kräften aus Italien verstärkt wurde.
- 10. Armee[7]
  - XXIII. Korps (Generale Annibale Bergonzoli)
    - 63. Infanteriedivision “Cirene”
    - 62. Infanteriedivision “Marmarica”
    - 1. Schwarzhemden-Division “23 Marzo” (als Reserve-Division)
    - Bataillon mittlere Panzer (Baureihe M)
    - drei Bataillone leichte Panzer (Baureihe L)

- - “Gruppe Libyscher Divisionen” (“Gruppo Divisioni Libiche”) (Generale Sebastiano Gallina)
    - 1. Libysche Division “Sibelle”
    - 2. Libysche Division “Pescatori”
    - Bataillon mittlere Panzer (Baureihe M)
    - drei Bataillone leichte Panzer (Baureihe L)

- - Maletti-Gruppe
    - drei verstärkte libysche Bataillone, durch Artillerie verstärkt
    - gemischtes Panzer-Bataillon (bestehend aus Modellen der Baureihen L und M)

- - XXI. Korps (als Reserve)
    - 61. Infanteriedivision “Sirte”
    - 2. Schwarzhemden-Division “28 Ottobre”
    - Bataillon mittlere Panzer (Baureihe M)
    - drei Bataillone leichte Panzer (Baureihe L)

- - XXII. Korps (verblieb in Tobruk)
    - 64. Infanteriedivision “Catanzaro”
    - 4. Schwarzhemden-Division “3 Gennaio”
    - Bataillon leichte Panzer (Baureihe L)

- italienische Luftwaffe (noch am 9. September zusätzlichen mit Kräften aus Italien verstärkt)[8]
  - 5. Fliegerkorps
    - 110 (+64) Bomber
    - 50 (+75) Schlachtflieger
    - 170 Jäger
    - 6 Fernaufklärer (+15 Aufklärer)

Die von Richard O’Connor geführten alliierten Streitkräfte (“Western Desert Force”) in Ägypten umfassten etwa 30.000 Mann, aufgeteilt in zwei Divisionen, einer Brigade und einem Bataillon. Ein Großteil der Kräfte war in Mersa Matruh konzentriert, während der Rückzug lediglich von einem kleineren Teil Truppen gedeckt wurde. Die mitgeführten Panzer der Cruiser und Matilda-Klasse waren den italienischen Modellen (M11/39 und L3/35) deutlich überlegen. Luftunterstützung leisteten etwa 140 Gloster Gladiators.
- Western Desert Force
  - 7th Armoured Division (Vereinigtes Königreich), davon deckte eine verstärkte Brigade den Rückzug
  - 4th Indian Division (Britisch-Indien), in Mersa Matruh
  - 16th Infantry Brigade (Vereinigtes Königreich), in Mersa Matruh
  - 3rd Battailon Coldstream Guards (Vereinigtes Königreich), deckte den Rückzug entlang der Via Balbia
  - Companie Marineinfanterie (Freies Frankreich)

## Der Verlauf der Offensive

Karte des ägyptisch-libyschen Grenzgebiets 1940/41.

Der Vormarschplan war an die beschränkten Transportkapazitäten der 10. Armee angepasst. Der Gedanke, zwei Divisionen als Flankenkräfte durch die Libysche Wüste marschieren zu lassen, wurde aufgegeben. Die gesamte Armee sollte entlang der Via Balbia nach Ägypten vorstoßen. Am 9. September begann der Luftkrieg über Nordafrika. Während die Jägerstaffeln um die Lufthoheit kämpften, griffen britische Bomber Tobruk und das Aufmarschgebiet der 10. Armee an. Die italienischen Bomber konzentrierten sich vor allem darauf, alliierte Stellungen entlang der Vormarschroute aufzuweichen.
Der Vormarsch der 10. Armee erwies sich, wie erwartet, als äußerst schwierig. Die italienische Verbände rückten im Schwerpunkt südlich von Sallum und zusammengefasst in zwei motorisierten Kolonnen vor. Eine Division sowie die Maletti-Gruppe verirrten sich in dem eintönigen Gelände, viele LKWs blieben überhitzt liegen. Die zahlenmäßig hoffnungslos unterlegenen Alliierten zogen sich langsam zurück und verminten das hinter ihnen liegende Gelände. Durch abgefangene Funksprüche waren sie über die Probleme der italienischen Armee gut informiert und die 11th Hussars, ein motorisiertes britisches Aufklärungsregiment, konnte die Bewegungen des Feindes einige Tage unentdeckt unmittelbar beobachten.

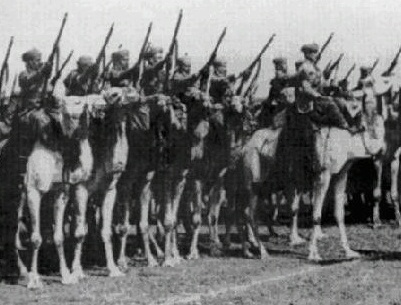
Ein Regiment Spahis in Italienisch-Libyen.

Am 13. September konnte Fort Capuzzo durch die 1. Schwarzhemd-Division zurückerobert werden. Erst an diesem vierten Tag nach Beginn der italienischen Invasion Ägyptens überschritt die italienische 10. Armee tatsächlich die Grenze zu Ägypten. Am gleichen Tag noch gerieten die in Sallum und nahe Musaid stationierten Coldstream Guards unter heftiges Artilleriefeuer der anrückenden libyschen 1. Division, konnte sich aber rechtzeitig vor Eintreffen des Feindes in Richtung des Halfayapasses zurückziehen. 
Auch in den folgenden Tagen blieb der Vormarsch der italienischen Truppen äußerst langsam, ohne dass es zu nennenswerten Aufeinandertreffen der beiden Armeen gekommen wäre. Die beiden libyschen Divisionen, die auch über mit Kamelreitern versehene Spahi-Regimenter verfügten und damit vergleichsweise mobil waren, bildeten die Speerspitze der Invasionsarmee. Erst am 16. September kam es zu einer für die Briten gefährlichen Situation, als eine größere Gruppe italienischer Panzer durch eine Flankenbewegung den Coldstream Guards den Rückzug abzuschneiden drohte. Gemeinsam mit den schnell herbeieilenden 11th Hussars konnte der Panzerangriff allerdings abgewehrt und die Bedrohung beseitigt werden. Die alliierten Truppen mussten sich angesichts der zahlenmäßigen gegnerischen Überlegenheit schließlich dennoch zurückziehen, konnten sich aber, wie vorgesehen, planmäßig und geordnet bei Marsa Matruh sammeln. Trotz dieses britischen Teilerfolges gelang am 16. September 1940 den italienischen Truppen die Eroberung von Sidi Barrani. Innerhalb von sieben Tagen waren die italienischen Verbände etwa 90 bis 100 Kilometer weit durch die Wüste vorgerückt.
Graziani war sich darüber bewusst, dass seine Kräfte infolge der schwierigen Nachschublage nicht stark genug waren, um die bei Marsa Matruh stehenden alliierten Verbände noch schlagen beziehungsweise um die rund 130 Kilometer Distanz zwischen Sidi Barrani und Marsa Matruh mitten durch die Wüste überwinden zu können. So ließ er seine Truppen nach der Einnahme von Sidi Barrani haltmachen. Das etwa 16 Kilometer östlich davon gelegene Maktila wurde ebenfalls besetzt und im Umkreis insgesamt neun Lager errichtet, in denen sich die italienischen Truppen eingruben. Graziani begründete diesen Schritt gegenüber dem italienischen Oberkommando mit Versorgungsengpässen und forderte zum wiederholten Male mehr Transporteinheiten, darunter auch erstmals – vermutlich um seine Nöte anschaulich darzustellen – 600 Maultiere. Alle weiteren Anweisungen Mussolinis den Vormarsch wieder aufzunehmen, ignorierte Graziani. Damit war die Italienische Invasion Ägyptens etwa 100 Kilometer hinter der ägyptisch-libyschen Grenze und circa 130 Kilometer vor Mersa Matruh beendet.

## Folgen
Die unmittelbaren militärischen Folgen des italienischen Vormarschs für den Kriegsschauplatz Nordafrika waren überschaubar, die Zahl der Verluste auf beiden Seiten eher gering. Die italienischen Streitkräfte hatten mehr als 120 Gefallene und 410 Verletzte zu beklagen. Auf britischer Seite fielen weniger als 50 Mann den Kampfhandlungen zum Opfer. Weder für die Land- noch die Seestreitkräfte hatte sich die Situation grundlegend geändert. Da die britischen Kräfte nicht in größere Kampfhandlungen verwickelt werden konnten, blieb die italienische Überlegenheit an Material und Männern weitgehend wirkungslos. Die schwachen britischen Kräfte konnten sich geordnet auf eine neue Verteidigungslinie bei Mersa Matruh zurückziehen.
Anders sah dies für die Luftstreitkräfte aus. Italienische Bomber konnten nun bis nach Mersa Matruh durchgängig mit Jagdfliegereskorte operieren. Im Gegenzug verringerte sich durch den Verlust der Flugplätze bei Sidi Barrani die Reichweite britischer Jagdflugzeuge um etwa 100 Meilen (etwa 185 Kilometer) und britische Bomber verloren einen wichtigen Stützpunkt zum Nachtanken. Bombardierungen von Benghazi waren fortan nur unter großen Schwierigkeiten möglich, die Verschiebung von Luftstreitkräften zwischen Malta und Ägypten musste nun zwingend auf dem Seeweg erfolgen. Diese Einschränkungen verstärkten beim britischen Oberkommando die Einschätzung, dass die Behauptung der Luftüberlegenheit für die Situation im ganzen östlichen Mittelmeer von überragender Bedeutung sei. Entsprechende Anstrengungen zum Ausbau der Luftflotte und von Flugabwehrgerät sowie dem Aufbau eines Radar-Frühwarnsystems wurden in der Folge deutlich verstärkt.
Die Küstenstraße von Sollum nach Mersa Matruh war durch den Truppenvormarsch, durch Bombardierungen und gezielte Sabotage schwer beschädigt worden. Zudem hatten die Briten vor ihrem Abzug vielfach Brunnen zugeschüttet beziehungsweise versalzt, Baracken und Anlagen zerstört. Für den Nachschub der vorgeschobenen italienischen Truppen, der nahezu vollständig über diese Verbindung lief, stellte dies eine spürbare Einschränkung dar. Allein schon aus diesem Grund erteilte Graziani der Forderung Roms nach einer Wiederaufnahme der Offensive am 17. September 1940 eine deutliche Absage. Graziani ignorierte auch in den folgenden Wochen alle Forderungen des italienischen Oberkommandos, die Offensive wieder aufzunehmen, zuletzt am 26. Oktober durch Mussolini persönlich. Zwei Tage später, am 28. Oktober, begann die schlecht vorbereitete italienische Invasion Griechenlands. Von da an wurden dringend für die Großoffensive gegen Ägypten benötigte Truppen und Ausrüstungen nach Griechenland geschickt und die italienischen Kräfte waren zersplittert.
Die Situation in Nordafrika blieb militärisch zunächst weitgehend unverändert, bis die Briten schließlich am 8. Dezember 1940 mit der Operation Compass einen Gegenangriff zur Rückeroberung der verlorenen Gebiete starteten. Dieser erwies sich als so erfolgreich, dass schließlich die gesamte Kyrenaika besetzt werden konnte und bis Anfang Februar 1941 die italienische 10. Armee nahezu vollständig aufgerieben wurde.
Beim deutschen Bündnispartner war man über das Anhalten des italienischen Vormarschs im September 1940 zunächst irritiert, erwartete man doch einen Vorstoß bis ins Nildelta, mit der die Position Großbritanniens in ganz Ägypten grundlegend gefährdet gewesen wäre. Konsequenzen für die deutsche Kriegsstrategie ergaben sich aber erst einige Monate später, am 11. Januar 1941, im Licht der ungünstigen Entwicklungen der italienischen Invasion in Südosteuropa sowie der britischen Gegenoffensive in Nordafrika. Die „Weisung Nr. 22“, beinhaltete unter anderem das Unternehmen Sonnenblume, eine von General Erwin Rommel geführte deutschen Unterstützungstruppe für die in Nordafrika bedrängten italienischen Truppen.